# Парек, Лагле
Ла́гле Па́рек (эст. Lagle Parek, по советским документам Лагле Карловна Парек; род. 17 апреля 1948, Пярну, Эстонская ССР, СССР) — эстонская общественная и государственная деятельница. В советское время участник диссидентского движения, политзаключенная. В независимой Эстонии — министр внутренних дел (1992—1993).

## Биография
Родилась 17 апреля 1941 года в Пярну (в то время — Эстонская ССР) в семье бывшего капитана эстонской армии Карла Парека (1903—1941) и его жены, директора музея Элсбет Парек (1902—1985). Отец был вывезен советскими властями в Ленинград и вскоре расстрелян. В марте 1949 года его семья — Лагле с матерью, старшей сестрой Эвой (1931—2019) и бабушкой, актрисой Анной Маркус (1874—1955) — в дни Большой мартовской депортации жителей Прибалтики были вывезены в Сибирь (Новосибирская область). При этом вскоре после депортации в музее, которым заведовала Элсбет Парек, были обнаружены спрятанными запрещённые книги. Элсбет Парек была в Сибири арестована и до амнистии 1953 года содержалась в тюрьме. Её дочери жили в Сибири с бабушкой и смогли вернуться на родину после смерти Сталина, в 1954—1955 годы.
Лагле Парек окончила Таллинский политехнический институт, работала архитектором в учреждениях Госплана ЭССР, затем техником-технологом в проектном институте в Тарту.

### Диссидентская деятельность и арест
10 октября 1981 года участвовала в подписании 38 литовцами, латышами и эстонцами открытого письма главам правительства СССР и северных стран Европы, в котором авторы, поддерживая одобренную советским руководством инициативу объявить Скандинавские страны безъядерной зоной, предлагали распространить эту инициативу на Прибалтийские республики и убрать с их территории советские ракеты. Участвовала в издании самиздатовского журнала. Поддерживала связь с диссидентами в России.
5 марта 1983 год была арестована, 16 декабря приговорена Верховным судом ЭССР по статье 68 ч. 1 УК ЭССР (соответствует ст. 70-1 УК РСФСР) к 6-ти годам лишения свободы и 3-м годам ссылки. По тому же делу и по той же статье были осуждены Хейки Ахонен и Арво Пести (оба — 1956 года рождения, оба получили по 5 лет лишения свободы и 2 года ссылки; Х. Ахонен ныне — директор Музея оккупаций и свободы в Таллине).
Срок отбывала в Дубравлаге, в так называемой «Малой зоне» для женщин, осуждённых по политическим статьям, вместе с Татьяной Великановой, Ириной Ратушинской и др. Вместе с ними участвовала в голодовках и других акциях протеста, за что подвергалась заключению в штрафной изолятор и прочим подобным[каким?] мерам воздействия. В январе 1987 года освобождена по помилованию, как и многие другие советские политзаключённые.

### После освобождения
После освобождения вернулась в Эстонию. В 1988 году была одной из основателей Партии национальной независимости Эстонии (ПННЭ) и её председателем в 1988—1992 годах. В 1990—1992 годы участвовала в работе «альтернативного парламента» республики — Конгресса Эстонии. В 1992 году на первых выборах в Рийгикогу ПННЭ получила 10 депутатских мест (8,8 % голосов) и вошла в правительственную коалицию. Участвовала в выборах президента Эстонии 20 октября 1992 года, заняв 4-е место (4,3 %). В правительстве Марта Лаара заняла пост министра внутренних дел. 27 ноября 1993 года вышла в отставку после внутриполитического кризиса, произошедшего с июля по ноябрь 1993 года на территории бывшей деревни Пуллапяэ между Ляэнемааской добровольческой егерской ротой под руководством Ассо Коммера, и Силами обороны Эстонии, а позднее и правительством Эстонии. 29 ноября премьер-министр Март Лаар отметил, что отставка Лагле Парек не была связана с арестом Коммера и связанными с этим событиями. По словам Лаара, Парек подала в отставку из-за сложившейся в министерстве внутренних дел обстановки, результатом которой стало невнимание к её ходатайствам и неисполнение многих её распоряжений.
Член партии «Союз Отечества и Res Publica», образованной в 1995 году путём слияния ПННЭ и партии «Отечество» в партию «Исамаалийт» («Союз Отечества»), а в 2006 году путём слияния «Исамаалийт» и партии «Res Publica». Автор книги «Не знаю, где мне взять радость. Воспоминания» (ориг. — Lagle Parek. Mina ei tea, kust ma rõõmu võtan. Mälestused. — Tallinn: Kunst, 2010. — 422 lk. — ISBN 9789949437702).
В середине 1990-х годов Лагле Парек приняла католичество. Руководитель некоммерческого объединения «Caritas Eesti», входящего в международную католическую благотворительную конфедерацию «Каритас». В последние годы живёт при монастыре Святой Бригитты в таллинском районе Пирита.

## Награды
- 1996 — Орден Государственного герба II степени[7]
- 1998 — Премия «Согласие» («Koosmeele auhind»), вместе с Андреем Хвостовым и Ларисой Васильченко
- 2006 — Орден Белой звезды II степени[8]
- 2007 — звание «Гражданин года» под девизом «Эстонское государством гордится мной»[9]
- 2009 — Офицер ордена Заслуг перед Республикой Польша (Польша)[10]
- 2013 — Офицер ордена Креста Витиса (Литва)[11]